# Мельников, Геннадий Павлович
Геннадий Павлович Мельников (1921 — 1997) — советский военный деятель, учёный и педагог, организатор космических программ, генерал-лейтенант (1976), доктор технических наук (1976), профессор (1976). Лауреат Ленинской премии (1970) и Государственной премии СССР (1980). Заслуженный деятель науки и техники РСФСР (1979).

## Биография
Родился 30 августа 1921 года в Москве.
С 1939 года призван в ряду РККА и направлен для обучения в Московское военное авиационное училище связи. С 1941 по 1945 год участник Великой Отечественной войны в составе 746-го и 362-го авиационных полков тяжёлых бомбардировщиков где командовал взводом, ротой и помощником начальника штаба этого полка по связи. С 1947 по 1952 год обучался в Военно-воздушной инженерной академии имени Н. Е. Жуковского. С 1952 по 1965 год на военно-педагогической работе в Харьковском высшем военном командно-инженерном училище на должностях: преподаватель, с 1954 по 1958 год — старший преподаватель кафедры авиационной радионавигации, с 1958 по 1965 год — начальник электротехнического факультета этого училища.

### Научно-исследовательская деятельность по космической тематике
С  1965 года на научно-исследовательской работе в  НИИ-4 МО СССР в должности заместителя начальника этого института по научной работе. С 1968 года начальник филиала НИИ-4 (по космической тематике) и председатель Межведомственной главной баллистической группы (министерств оборонно-космической промышленности и АН СССР) по подготовке и обеспечению запусков космических аппаратов на этапе их лётных испытаний. Г. П. Мельников являлся разработчиком проекта первой программы в области вооружения космическими средствами, где было обосновано основное направление развития систем космических и командно-измерительных комплексов, а так же систем выведения этих комплексов в военных и гражданских интересах.
С 1973 по 1983 год — начальник 50-го ЦНИИ ВКС МО СССР. Под руководством и при активном участии Г. П. Мельникова институт занимается развитием и исследованиями в области пилотируемой космонавтики и использования космического пространства в военных целях, а так же осуществлением программы исследования Марса, Луны и Венеры. В 1975 году Г. П. Мельников был участником проведения совместного экспериментального пилотируемого полёта советского космического корабля «Союз-19» и американского космического корабля «Аполлон» по первой программа «Союз — Аполлон». В 1978 году Г. П. Мельников  участвовал в подготовке и проведении военно-космических экспериментов на первой орбитальной станции по программе гражданских пилотируемых станций «Салют-6». Под руководством Г. П. Мельникова разрабатывалось военно-техническое обоснование космической программы советской многоразовой транспортной космической системы «Энергия — Буран». В 1975 году Указом Президиума Верховного Совета СССР «За успехи в научной деятельности» 50-й ЦНИИ ВКС МО СССР под руководством  Г. П. Мельникова был награждён орденом Октябрьской революции, а он сам был награждён Орденом Ленина.
Постановлением СМ СССР в 1967 году Г. П. Мельникову было присвоено воинское звание генерал-майор инженерно-технической службы, в 1976 году — генерал-лейтенант. В 1976 году Г. П. Мельникову была присвоена  учёная степень доктор технических наук и учёное звание профессор.
Постановлениями ЦК КПСС и СМ СССР «За большой вклад в осуществление космических программ» Г. П. Мельников в 1970 году был удостоен Ленинской премии а в 1980 году — Государственной премии СССР. В 1979 году Постановлением Президиума Верховного Совета РСФСР «За заслуги в научной деятельности» Г. П. Мельникову было присвоено почётное звание — Заслуженный деятель науки и техники РСФСР.
Скончался 10 сентября 1997 года в Москве, похоронен на Ваганьковском кладбище.

## Награды
- Орден Ленина (1975)
- Орден Отечественной войны I степени (27.04.1985)
- Орден Трудового Красного Знамени (1971)
- два Красной Звезды (1944, 1954)
- Медаль «За отвагу»[6]

### Звания
- Заслуженный деятель науки и техники РСФСР (1974)

### Премии
- Ленинская премия (1970)
- Государственная премия СССР (1980)

## Высшие воинские звания
- Генерал-майор инженерно-технической службы  (25.10.1967)
- Генерал-майор-инженер  (18.11.1971)
- Генерал-лейтенант-инженер (28.10.1976)
- Генерал-лейтенант  (26.04.1984)[5]